# Lưu Phúc (Trung Sơn vương)
Lưu Phúc (chữ Hán: 刘福, ? - 69 TCN), tức Trung Sơn Hiến vương (中山頃王), là chư hầu vương thứ năm của nước Trung Sơn, chư hầu nhà Hán trong lịch sử Trung Quốc
Lưu Phúc là con trai của Trung Sơn Khoảnh vương Lưu Phụ, vương chư hầu thứ tư ở nước Trung Sơn thời Hán. Năm 86 TCN, Lưu Phụ qua đời, Lưu Phúc lên nối tước Trung Sơn vương.
Hán thư không cho biết gì về những việc làm của ông lúc sinh tiền cũng như lúc làm vua Trung Sơn.
Năm 69 TCN, Lưu Phúc qua đời, giữ tước Trung Sơn vương được 17 năm, truy thụy là Hiến vương. Con ông là Lưu Tuần kế vị, tức Trung Sơn Hoài vương.